# Devil May Cry 3 : L'Éveil de Dante
 (janvier 2019).
Si vous disposez d'ouvrages ou d'articles de référence ou si vous connaissez des sites web de qualité traitant du thème abordé ici, merci de compléter l'article en donnant les références utiles à sa vérifiabilité et en les liant à la section « Notes et références ».
Devil May Cry 3 : L'Éveil de Dante (デビルメイクライ3) est un jeu vidéo d'action, développé par Capcom Production Studio 1 et édité par Capcom en 2005 sur PlayStation 2. Il a été adapté sur Windows en 2006, puis via la collection HD regroupant les trois premiers opus sur PC, PlayStation 3, Xbox 360, PlayStation 4 et Xbox One. Il sort aussi plus tard sur Nintendo Switch.

## Histoire du développement
Après l'échec critique de Devil May Cry 2 (et non commercial), le troisième opus se devait de relancer la série qui avait connu beaucoup de succès après le premier épisode.
L'objectif était de retrouver l'aspect combat de masse et rapide du premier.
Succès total puisque le jeu reprend l'univers "dantesque" du premier, ajoute les qualités graphiques du deuxième, augmente le nombre de combats et ajoute une dimension gothique/rock'n'roll déjantée totalement inédite qui justifie le côté boucherie du jeu.

## Synopsis
L'histoire se passe quelques années avant le premier épisode où l'on voit un Dante plus jeune et plus fougueux qu'avant. Son frère jumeau Vergil veut rouvrir les portes du monde des démons afin de récupérer la toute-puissance de son père Sparda. À ses côtés, Arkham, un humain au passé obscur pouvant maîtriser quelques pouvoirs démoniaques. Il est celui qui "invitera" Dante à rejoindre son frère au sommet du Temen-Ni-Gru (tour géante ayant surgi du sol, qui a autrefois permis à Sparda de sceller la porte du monde inférieur).
Dante doit retrouver son frère et l'empêcher de briser le sceau de Sparda. Durant son exploration du Temen-ni-Gru, il croisera la route d'une jeune chasseuse de démons qu'il baptisera Lady.
Arrivé au sommet de la tour Dante est confronté a son frère qui le bat au cours d'un duel avant de lui arracher le double de son amulette, dernier cadeau de leur mère, nécessaire pour ouvrir le portail démoniaque et obtenir le pouvoir de Sparda contenu dans son épée.
Vergil décide ensuite de se débarrasser d'Arkham qui ne lui est plus d'aucune utilité. Dante et Lady le découvrent et ce dernier apprend que Lady est sa fille et qu'elle souhaite le tuer pour venger sa mère sacrifiée par Arkham pour obtenir du pouvoir démoniaque.
Le duo affronte alors Vergil qui ne parvient pas à ouvrir le portail malgré l'amulette et son sang. Mais Arkham, toujours vivant les mets, affaiblis, à terre avant d'activer le portail en ajoutant l'ingrédient manquant : un peu de sang de Lady, qui est une descendante de la prêtresse dont Sparda avait utilisé le sang afin de sceller Temen-ni-gru.
Arkham traverse le portail et s'empare du pouvoir de Sparda, mais mute, ne le contrôlant pas. Dante et Vergil s'allient alors contre lui et parviennent à le vaincre et à lui ôter la puissance de leur père, Arkham est abattu par Lady et les deux frères s'affrontent de nouveau. C'est finalement Dante qui remporte la victoire et Vergil se laisse chuter en enfer couvert de honte.
Le portail et la tour se referment et Dante, pleurant son frère, sympathise avec Lady. Il décide d'ouvrir une agence spécialisée dans la chasse aux démons qu'il baptise Devil May Cry.
Pendant ce temps, en enfer, Vergil affronte Mundus, bien décidé à achever l’œuvre de son père.

## Système de jeu
L'ambiance du jeu est un mélange entre les univers gothique et fantasy fortement teintée d'action pure.
Le gameplay de cet épisode reprend les grandes lignes de ses prédécesseurs, à savoir l'alternance entre des phases de combat où le joueur peut combiner l'utilisation des armes à feu et armes blanches, et des phases d'exploration semblables à la série Resident Evil où les sauts et l'usage d'objets hétéroclites donnent accès à de nouveaux lieux.
En combat, le joueur peut cibler un ennemi avec R1, utiliser deux armes blanches et deux armes à feu (on permute avec les gâchettes L2 et R2) et se changer en démon avec L1.
Dans l'édition spéciale de Devil May Cry 3; Dante's Awakening, il est également possible de faire l'aventure aux commandes de Vergil. Celui-ci n'a qu'un seul Style, le Dark Slayer, possède trois armes blanches et une seule arme à distance. Son Style et ses armes peuvent être améliorées de la même manières que ceux de Dante.

### Styles
Devil May Cry 3 introduit le choix de « styles » ; chacun a ses avantages et le joueur peut chercher celui qui lui convient le mieux. En fonction du Style choisi, le bouton Rond n'a pas la même fonction.
SwordmasterCe style est versé dans les armes blanches. Il ajoute de nouveaux combos, tous aussi différents et dévastateurs les uns que les autres.
GunslingerTout comme le style "Swordmaster" donne de nouveaux combos aux armes blanches, ce Style en donne pour les armes à feu.
TricksterCe Style permet des pointes d'agilité très utiles dans les phases de combat autant que dans les phases de plates-formes, tel que la course sur les murs ou encore la téléportation.
Royalguard"Dante peut se défendre des coups ennemis ainsi qu'en accumuler les dégâts pour, finalement, tout renvoyer sur l'adversaire en un coup de poing pouvant faire l'effet d'un "one-shot".
Il existe deux styles cachés, qui se débloquent durant l'aventure : Quicksilver et Doppelgänger.
Dark SlayerL'unique Style de Vergil, disponible dans l'édition spéciale du jeu. Il ressemble au Trickster.
Ces styles sont tous évolutifs et gagnent de l'expérience en les utilisant. Chaque style a trois niveaux de maîtrise qui améliorent les capacités de style choisi. On ne peut utiliser qu'un seul de ses styles à la fois et on peut en changer uniquement auprès d'une Statue du Temps ou durant les phases d'intermède entre les niveaux.

### Armes
C'est dans cet épisode que se trouve le plus grand nombre d'armes disponibles. Cinq armes blanches et cinq armes à feu, ayant toutes leurs spécificités.
- Epées
  - Rebellion, épée de base de Dante léguée par son père, est l'arme la plus polyvalente et indispensable. Elle changera de forme après avoir été en contact avec le sang de Dante. Elle prend l'apparence de la Force Edge quand Dante porte un costume du premier Devil May Cry, mais sa puissance ne change pas.
  - Cerberus, nunchaku à trois branches pouvant utiliser la glace comme arme, est en fait l'âme de Cerberus, le chien tricéphale, premier boss du jeu. Cette arme est parfaite pour le corps à corps, elle est la plus rapide du jeu, mais elle occasionne moins de dégâts que les autres.
  - Agni et Rudra, deux démons en forme d'épées dentelées se servant du feu et du vent comme arme. Dante a accepté de les emmener avec lui après les avoir battues. Armes très équilibrées, elles sont efficaces si l'on se trouve encerclé d'ennemis.
  - Nevan, guitare électrique (mot pour mot) se servant, elle, de la foudre comme arme. Est l'âme de Nevan, vampire-danseuse de bar, que Dante a récupéré après l'avoir battue. Cette arme est plutôt à utiliser à distance et est la seule qui permet à Dante de flotter dans les airs. Elle permet d'envoyer des éclairs et des nuées de chauves-souris sous différents formes (en fonction de la note jouée par Dante). Elle a aussi pour fonction de renforcer l'aspect comique du jeu.
  - Beowulf, gantelets et bottes disposant de la lumière comme arme. Sont l'esprit de Beowulf, sorte de puma ailé ayant une ressemblance avec le démon Pazuzu, que Dante prendra à Vergil après que ce dernier l'aura tué. Cette arme lente est également la plus puissante et le joueur a la possibilité de charger ses coups pour qu'ils délivrent encore plus d'énergie.
- Armes blanches propres à Vergil, disponibles dans l'édition spéciale :
  - Yamato, katana légué par Sparda dont on dit qu'il est la clé de la porte des enfers.
  - Beowulf, gantelets et bottes de lumières que Vergil récupère en tuant Beowulf qui, aveuglé par Dante, croyait se battre à nouveau contre lui.
  - Force Edge, épée de Sparda sous sa forme latente, associée à Yamato.
- Armes à feu
  - Ebony & Ivory, les deux pistolets fabriqués de la main de Dante offrent une excellente cadence de tir.
  - Fusil à canon scié, que Dante trouve dans le bar du début du jeu. Il est particulièrement efficace à courte portée et frappe plusieurs ennemis à la fois.
  - Artemis, arbalète laser se fixant au poignet de Dante que ce dernier obtient en rapportant toutes les Essences au pied du pilier arborant l'arme en question. Peut tirer des rayons perforants rebondissants contre les murs, elle s'inspire de la Nightmare Bêta du premier jeu de la série.
  - Spiral, une arme de guerre pouvant tirer des balles perforantes très efficaces mais à une cadence de tir très faible.
  - Kalina-Ann, un bazooka faisant également office de grappin, que Mary (alias Lady) offre à Dante pour l'aider dans sa mission. C'est la seule arme à feu qui ait une portée limitée, mais sa puissance de feu et sa capacité à repousser les ennemis légers compensent ce défaut.
  - Summoned Swords, des lames fantomatiques utilisées par Vergil. Elles ne sont disponibles que dans l'édition spéciale.

## Difficulté
Cinq modes de difficultés sont présents, du Facile au Dante must Die, ainsi que le mode Heaven or Hell basé sur la Mort Subite (chaque coup est fatal, pour les ennemis comme pour Dante). L'édition spéciale a réduit la difficulté en normal et en difficile, mais a rajouté un mode "Très Difficile", entre le difficile et le Dante Must Die. Entre deux modes, les ennemis se font plus résistants et infligent plus de dégâts.
Le jeu est considéré comme ardu par les joueurs et par la presse, en raison du grand nombre d'ennemis présents, des esquives difficiles à réaliser et des attaques imprévisibles.

## Liste des missions
Le jeu est divisé en 20 épisodes prenant la forme de missions particulières à remplir. Chaque niveau a un titre et une tagline (phrase d'accroche, typiquement utilisée sur les affiches de films au cinéma) donnant une indication sur le contenu et/ou le principe de la mission. Il arrive que la version française s'éloigne des textes originaux, au point de proposer de l'inédit plutôt qu'une traduction directe parfois. Par exemple, le premier épisode L'Invitation et son accroche « Accueillez comme il se doit vos premiers visiteurs. » (version originale : « A crazy party ; Violent response to an insane caller. »).